# Spółgłoska boczna uderzeniowa dziąsłowa
Spółgłoska boczna uderzeniowa dziąsłowa – rodzaj dźwięku mowy, spotykany w niektórych językach. W Międzynarodowym alfabecie fonetycznym jest oznaczana symbolem [ɺ], a w X-SAMPA – symbolem [l\].

## Artykulacja
W czasie artykulacji podstawowego wariantu [ɺ]:
- powietrze jest wydychane z płuc – jest to spółgłoska płucna egresywna
- podniebienie miękkie i języczek blokują wejście do nosa – jest to spółgłoska ustna
- czubek języka dotyka dziąseł – jest to spółgłoska przedniojęzykowo-dziąsłowa
- czubek języka przylega ściśle do dziąseł, ale wydychane powietrze przepływa po bokach języka – jest to spółgłoska boczna.
- kontakt artykulatorów jest bardzo krótki – jest to spółgłoska uderzeniowa
- więzadła głosowe drgają – jest to spółgłoska dźwięczna

## Przykłady
| Język    | Język    | Słowo     | IPA        | Znaczenie |       |
| -------- | -------- | --------- | ---------- | --------- | ----- |
| japoński | japoński | 六 roku   | [ɺo̞kɯ̟ᵝ]    | sześć     | [ 1 ] |
| japoński | japoński | 心 kokoro | [ko̞ko̞ɺo̞]   | serce     | [ 1 ] |
| kasua    | kasua    | hilila    | [hiɺiɺɑ]   | ciężki    | [ 2 ] |
| pirahã   | pirahã   | toogixi   | [tòːɺ͡ɺ̼ìʔì] | motyka    |       |
| wayuu    | wayuu    | püülükü   | [pɯːɺɯkɯ]  | świnia    |       |